# World Padel Tour 2014
 (décembre 2023).
La mise en forme du texte ne suit pas les recommandations de Wikipédia : il faut le « wikifier ».
Les points d'amélioration suivants sont les cas les plus fréquents :
- Les titres sont pré-formatés par le logiciel. Ils ne sont ni en capitales, ni en gras.
- Le texte ne doit pas être écrit en capitales (les noms de famille non plus), ni en gras, ni en italique, ni en « petit »…
- Le gras n'est utilisé que pour surligner le titre de l'article dans l'introduction, une seule fois.
- L'italique est rarement utilisé : mots en langue étrangère, titres d'œuvres, noms de bateaux, etc.
- Les citations ne sont pas en italique mais en corps de texte normal. Elles sont entourées par des guillemets français : « et ».
- Les listes à puces sont à éviter, des paragraphes rédigés étant largement préférés. Les tableaux sont à réserver à la présentation de données structurées (résultats, etc.).
- Les appels de note de bas de page (petits chiffres en exposant, introduits par l'outil «  Source ») sont à placer entre la fin de phrase et le point final[comme ça].
- Les liens internes (vers d'autres articles de Wikipédia) sont à choisir avec parcimonie. Créez des liens vers des articles approfondissant le sujet. Les termes génériques sans rapport avec le sujet sont à éviter, ainsi que les répétitions de liens vers un même terme.
- Les liens externes sont à placer uniquement dans une section « Liens externes », à la fin de l'article. Ces liens sont à choisir avec parcimonie suivant les règles définies. Si un lien sert de source à l'article, son insertion dans le texte est à faire par les notes de bas de page.
- La présentation des références doit suivre les conventions bibliographiques. Il est recommandé d'utiliser les modèles {{Ouvrage}}, {{Chapitre}}, {{Article}}, {{Lien web}} et/ou {{Bibliographie}}. Le mode d'édition visuel peut mettre en forme automatiquement les références.
- Insérer une infobox (cadre d'informations à droite) n'est pas obligatoire pour parachever la mise en page.

Pour une aide détaillée, merci de consulter Aide:Wikification.
Si vous pensez que ces points ont été résolus, vous pouvez retirer ce bandeau et améliorer la mise en forme d'un autre article.
Navigation
World Padel Tour 2013 World Padel Tour 2015
Le World Padel Tour 2014 est la deuxième édition du circuit professionnel de padel World Padel Tour, fondé en 2013. Cette édition s'est déroulée tout au long de l'année 2014, regroupant 16 tournois de catégories masculines et féminines.

## Calendrier
A la fin de l'année se déroule le Master Final, réunissant les 16 meilleurs joueurs et joueuses de l’année au classement Race du WPT. 
Cette saison est marquée par l'annonce en fin d'année de la séparation des deux légendes Fernando Belasteguín et Juan Martín Díaz, après 13 années à la première place du classement (Pro Padel Tour puis World Padel Tour).
Un tournoi était prévu à Dubaï (Emirats Arabes Unis) du 8 au 12 décembre, mais a été annulé pour des raisons d'organisation.
Il s'agit de la dernière saison du World Padel Tour où les tournois masculins se jouent en 3 sets gagnants. En effet, à partir de la saison 2015, les tournois masculins se joueront en 2 sets gagnants, tout comme les tournois féminins.
Le calendrier de l'année 2014 est le suivant :
| Tournoi             | Ville                 | Pays      | Dates                       |
| ------------------- | --------------------- | --------- | --------------------------- |
| Barcelona Open      | Barcelone             | Espagne   | 19 mai - 25 mai             |
| Badajoz Open        | Badajoz               | Espagne   | 9 juin - 15 juin            |
| Córdoba Open        | Cordoue               | Espagne   | 23 juin - 29 juin           |
| Castellón Open      | Castellón de la Plana | Espagne   | 7 juillet - 13 juillet      |
| Málaga Open         | Malaga                | Espagne   | 21 juillet - 27 juillet     |
| Marbella Open       | Marbella              | Espagne   | 4 août - 10 août            |
| Alicante Open       | La Nucia              | Espagne   | 18 août - 24 août           |
| Alcobendas Open     | Alcobendas            | Espagne   | 1er septembre - 7 septembre |
| Sevilla Open        | Séville               | Espagne   | 15 septembre - 21 septembre |
| Lisboa Open         | Lisbonne              | Portugal  | 29 septembre - 5 octobre    |
| Canarias Open       | Tenerife              | Espagne   | 13 octobre - 19 octobre     |
| Valencia Open       | Valence               | Espagne   | 3 novembre - 9 novembre     |
| San Fernando Open   | San Fernando          | Espagne   | 17 novembre - 23 novembre   |
| Argentina Open      | Córdoba               | Argentine | 24 novembre - 30 novembre   |
| Madrid Master Final | Madrid                | Espagne   | 17 décembre - 21 décembre   |

## Résultats

### Compétition masculine
| Open         |
| Master Final |

| Tournoi               | Vainqueurs                            | Finalistes                            | Résultat                    | Refs. |
| --------------------- | ------------------------------------- | ------------------------------------- | --------------------------- | ----- |
| Barcelone             | Fernando Belasteguín Juan Martín Díaz | Juani Mieres Pablo Lima               | 6-3 / 4-6 / 6-2 / 6-3       |       |
| Badajoz               | Fernando Belasteguín Juan Martín Díaz | Juani Mieres Pablo Lima               | 6-4 / 6-3 / 6-2             |       |
| Cordoue               | Fernando Belasteguín Juan Martín Díaz | Juani Mieres Pablo Lima               | 6-2 / 6-7 / 6-3 / 6-3       |       |
| Castellón de la Plana | Juani Mieres Pablo Lima               | Fernando Belasteguín Juan Martín Díaz | 2-6 / 6-3 / 6-3 / 6-3       |       |
| Malaga                | Maxi Sánchez Sanyo Gutiérrez          | Juani Mieres Pablo Lima               | 4-6 / 6-4 / 6-2 / 6-4       |       |
| Marbella              | Fernando Belasteguín Juan Martín Díaz | Paquito Navarro Adrián Allemandi      | 6-1 / 6-7 / 6-3 / 6-4       |       |
| La Nucia              | Juani Mieres Pablo Lima               | Fernando Belasteguín Juan Martín Díaz | 2-6 / 7-5 / 7-6 / 4-6 / 7-5 |       |
| Alcobendas            | Fernando Belasteguín Juan Martín Díaz | Cristián Gutiérrez Matías Díaz        | 6-4 / 4-6 / 5-7 / 6-3 / 6-4 |       |
| Séville               | Fernando Belasteguín Juan Martín Díaz | Maxi Sánchez Sanyo Gutiérrez          | 6-3 / 6-3 / 6-1             |       |
| Lisbonne              | Fernando Belasteguín Juan Martín Díaz | Maxi Sánchez Sanyo Gutiérrez          | 6-4 / 6-4 / 6-1             |       |
| Tenerife              | Fernando Belasteguín Juan Martín Díaz | Juani Mieres Pablo Lima               | 6-4 / 1-6 / 6-2             |       |
| Valence               | Paquito Navarro Maxi Grabiel          | Fernando Belasteguín Juan Martín Díaz | 6-2 / 3-6 / 6-3 / 7-5       |       |
| San Fernando          | Paquito Navarro Maxi Grabiel          | Maxi Sánchez Sanyo Gutiérrez          | 7-5 / 5-7 / 7-5 / 7-6       |       |
| Córdoba               | Fernando Belasteguín Juan Martín Díaz | Maxi Sánchez Sanyo Gutiérrez          | 6-1 / 5-7 / 6-3             |       |
| Madrid Master Final   | Maxi Sánchez Sanyo Gutiérrez          | Fernando Belasteguín Juan Martín Díaz | 7-6 / 5-7 / 7-5             |       |

### Compétition féminine
| Open         |
| Master Final |

| Tournoi               | Vainqueurs                                | Finalistes                                | Résultat                       | Refs.                          |
| --------------------- | ----------------------------------------- | ----------------------------------------- | ------------------------------ | ------------------------------ |
| Barcelone             | Icíar Montes Alejandra Salazar            | Mapi Sánchez Alayeto Majo Sánchez Alayeto | 1-6 / 6-3 / 6-3                |                                |
| Badajoz               | Mapi Sánchez Alayeto Majo Sánchez Alayeto | Icíar Montes Alejandra Salazar            | 6-4 / 3-6 / 6-4                |                                |
| Cordoue               | Tournoi exclusivement masculin            | Tournoi exclusivement masculin            | Tournoi exclusivement masculin | Tournoi exclusivement masculin |
| Castellón de la Plana | Tournoi exclusivement masculin            | Tournoi exclusivement masculin            | Tournoi exclusivement masculin | Tournoi exclusivement masculin |
| Malaga                | Mapi Sánchez Alayeto Majo Sánchez Alayeto | Elisabet Amatriaín Patricia Llaguno       | 6-2 / 6-3                      |                                |
| Marbella              | Mapi Sánchez Alayeto Majo Sánchez Alayeto | Elisabet Amatriaín Patricia Llaguno       | 6-3 / 7-5                      |                                |
| La Nucia              | Elisabet Amatriaín Patricia Llaguno       | Icíar Montes Alejandra Salazar            | 6-3 / 6-3                      |                                |
| Alcobendas            | Icíar Montes Alejandra Salazar            | Carolina Navarro Cecilia Reiter           | 7-6 / 6-2                      |                                |
| Séville               | Icíar Montes Alejandra Salazar            | Catalina Tenorio Marta Marrero            | 6-7 / 7-6 / 6-2                |                                |
| Lisbonne              | Tournoi exclusivement masculin            | Tournoi exclusivement masculin            | Tournoi exclusivement masculin | Tournoi exclusivement masculin |
| Tenerife              | Tournoi exclusivement masculin            | Tournoi exclusivement masculin            | Tournoi exclusivement masculin | Tournoi exclusivement masculin |
| Valence               | Catalina Tenorio Marta Marrero            | Lucía Sainz Marta Ortega                  | 6-2 / 6-4                      |                                |
| San Fernando          | Tournoi exclusivement masculin            | Tournoi exclusivement masculin            | Tournoi exclusivement masculin | Tournoi exclusivement masculin |
| Córdoba               | Tournoi exclusivement masculin            | Tournoi exclusivement masculin            | Tournoi exclusivement masculin | Tournoi exclusivement masculin |
| Madrid Master Final   | Mapi Sánchez Alayeto Majo Sánchez Alayeto | Lucía Sainz Marta Ortega                  | 6-4 / 7-5                      |                                |

## Classement final
Ci-dessous les classements du circuit World Padel Tour à la fin de la saison 2014, après le dernier tournoi.

### Classement individuel masculin
| N.º | Nom                  | Points |
| --- | -------------------- | ------ |
| 1   | Fernando Belasteguín | 8.585  |
| 1   | Juan Martín Díaz     | 8.585  |
| 3   | Pablo Lima           | 5.517  |
| 3   | Juani Mieres         | 5.517  |
| 5   | Sanyo Gutiérrez      | 4.000  |
| 5   | Maxi Sánchez         | 4.000  |
| 7   | Paquito Navarro      | 3.529  |
| 8   | Maxi Grabiel         | 3.421  |
| 9   | Cristián Gutiérrez   | 3.257  |
| 9   | Matías Díaz          | 3.257  |
| 11  | Adrián Allemandi     | 2.538  |
| 12  | Miguel Lamperti      | 2.423  |
| 13  | Aday Santana         | 1.800  |
| 13  | Jordi Muñoz          | 1.800  |
| 15  | Gabriel Reca         | 1.700  |
| 15  | Sebastián Nerone     | 1.700  |

### Classement individuel féminin
| N.º | Nom                  | Points |
| --- | -------------------- | ------ |
| 1   | Mapi Sánchez Alayeto | 6.300  |
| 1   | Majo Sánchez Alayeto | 6.300  |
| 3   | Alejandra Salazar    | 6.150  |
| 3   | Icíar Montes         | 6.150  |
| 5   | Elisabeth Amatriain  | 4.550  |
| 5   | Patricia Llaguno     | 4.550  |
| 7   | Marta Marrero        | 4.086  |
| 8   | Catalina Tenorio     | 3.800  |
| 9   | Carolina Navarro     | 3.338  |
| 9   | Cecilia Reiter       | 3.338  |
| 11  | Lucía Sainz          | 2.550  |
| 11  | Marta Ortega         | 2.550  |
| 13  | Nelida Brito         | 1.688  |
| 13  | Valeria Pavón        | 1.688  |
| 15  | Paula Eyheraguibel   | 1.575  |